# I Wanta Sing
Albums de George Jones
Golden Ring
(1976) Bartender's Blues
(1978)
I Wanta Sing est un album de l'artiste américain de musique country George Jones. Cet album est sorti en 1977 sur le label Epic Records.
L'album a produit deux singles, Old King Kong et le morceau honky-tonk If I Could Put Them All Together.

## Liste des pistes
| No  | Titre                                        | Auteur | Durée |
| --- | -------------------------------------------- | ------ | ----- |
| 1.  | I Wanta Sing                                 |        |       |
| 2.  | Please Don't Sell Me Anymore Whiskey Tonight |        |       |
| 3.  | They've Got Millions In Milwaukee            |        |       |
| 4.  | If I Could Put Them All Together             |        |       |
| 5.  | I Love You So Much It Hurts                  |        |       |
| 6.  | Rest In Peace                                |        |       |
| 7.  | Bull Mountain Lad                            |        |       |
| 8.  | Old King Kong                                |        |       |
| 9.  | You've Got The Best of Me Again              |        |       |
| 10. | It's a 10-33 Let's Get Jesus On the Line     |        |       |

## Position dans les charts
Album - Billboard (Amérique du nord)
| Chart (1977)   | Position |
| -------------- | -------- |
| Albums country | 38       |

Single - Billboard (Amérique du nord)
| Single                           | Chart (1977)    | Position |
| -------------------------------- | --------------- | -------- |
| Old King Kong                    | Singles country | 36       |
| If I Could Put Them All Together | Singles country | 24       |